# Southern District, Botswana
Southern District är ett distrikt i Botswana. Distriktet täcker 28 470 km² och har 197 767 invånare (2001). Huvudort är Kanye.
Southern District gränsar till Sydafrika i söder och till distrikten Southeast, Kweneng och Kgalagadi. 